# پلی‌استیشن پورتال
پلی‌استیشن پورتال یک وسیله جانبی بازی دستی برای پلی‌استیشن ۵ است که توسط سونی اینتراکتیو انترتینمنت توسعه داده شده و اولین بار در ۱۵ نوامبر ۲۰۲۳ منتشر شد. این وسیله برای پخش بازی‌های ویدیویی و سایر رسانه‌ها از پلی‌استیشن ۵ از طریق اتصال وای-فای پورتال با استفاده از فناوری ریموت پلی استفاده می‌شود. پورتال قادر است کنسول را با استفاده از صفحه نمایش داخلی و دسته بازی شبیه به دوال‌سنس خود کنترل کند که مانند یک کنسول بازی دستی طراحی شده است، اگرچه هیچ بازی یا رسانه‌ای را به صورت بومی اجرا نمی‌کند.

## سخت‌افزار و فنی
ویژگی‌های سخت‌افزاری اصلی پلی‌استیشن پورتال شامل یک صفحه نمایش ۸ اینچی ال‌سی‌دی اچ‌دی و «تمام دکمه‌ها و ویژگی‌های یک کنترلر دوال‌سنس» است. این دستگاه بر روی یک تراشه سیستمی اسنپدراگون ۶۶۲ اجرا می‌شود. از نظر نرم‌افزاری، روی یک نسخه به شدت اصلاح‌شده از اندروید ۱۳ اجرا می‌شود. برخلاف نینتندو سوئیچ یا پلی‌استیشن ویتا و پلی‌استیشن همراه قبلی سونی، پلی‌استیشن پورتال یک کنسول بازی مستقل نیست و فقط به عنوان یک گیرنده استریم برای پلی‌استیشن ۵ عمل می‌کند. در نوامبر ۲۰۲۴، سونی نسخه‌های آزمایشی نرم‌افزار دستگاه را برای دسترسی به بازی‌های ابری به بازیکنان دارای پلی‌استیشن پلاس پریمیوم منتشر کرد.

## اتصال
پلی‌استیشن پورتال به جای اتصال مستقیم، از طریق یک شبکه محلی و با استفاده از اتصال وای-فای پورتال به یک پلی‌استیشن ۵ جفت‌شده متصل می‌شود. دستورات کنترلر و جریان ویدیو از طریق شبکه محلی منتقل می‌شوند، به این معنی که در خانه به جز برای اهداف احراز هویت یا انجام بازی‌های چند نفره آنلاین، اتصال اینترنت پرسرعت لازم نیست. در فضای باز یا از راه دور، اتصال اینترنت لازم است؛ خود پورتال از اتصال سلولی ۴جی/۵جی پشتیبانی نمی‌کند، در عوض به یک نقطه دسترسی وای‌فای در جای دیگر متصل می‌شود، که ممکن است شامل اتصال به اتصال تلفن همراه موجود نیز باشد.
به دلیل عدم وجود مرورگر وب، پلی‌استیشن پورتال در ابتدا قادر به اتصال به اکثر هات‌اسپات‌های وای‌فای عمومی که برای احراز هویت نیاز به دسترسی به یک پورتال اختصاصی دارند، نبود. به‌روزرسانی نرم‌افزار سیستم در ۱۹ ژوئن ۲۰۲۴ منتشر شد و به کاربران امکان اتصال به این شبکه‌های عمومی را داد. این در ابتدا به باند رادیویی ۲٫۴ گیگاهرتز محدود بود، اما به‌روزرسانی دیگری که در ماه ژوئیه منتشر شد، پشتیبانی از شبکه‌های وای‌فای عمومی ۵ گیگاهرتز را نیز اضافه کرد.

## توسعه
این دستگاه در ۲۳ مهٔ ۲۰۲۳ به عنوان پروژه کیو معرفی شد.

## استقبال
پس از اعلام آن، تا حدی در مورد پتانسیل این دستگاه تردید وجود داشت. با این حال، طبق گزارش‌ها، پلی‌استیشن پورتال فروش موفقی داشته و در سال ۲۰۲۴ به پرفروش‌ترین لوازم جانبی پلی‌استیشن ۵ در ایالات متحدهٔ آمریکا تبدیل شده است یازده ماه پس از عرضه آن در ایالات متحدهٔ آمریکا، تخمین زده می‌شود که حداقل ۴۲۰٬۰۰۰ دستگاه در این کشور فروخته شده است.

## هک‌شدن
در سال ۲۰۲۴، اندی "theflow0" نگوین، محقق امنیتی، اعلام کرد که توانسته پلی‌استیشن پورتال را هک کند و بازی‌های پلی‌استیشن همراه را از طریق شبیه‌ساز پی‌پی‌اس‌اس‌پی‌پی روی آن اجرا کند و تصویری از پورتال را منتشر کرد که در حال اجرای نسخه پی‌اس‌پی بازی جی‌تی‌ای: ماجراهای لیبرتی سیتی بود.